# ФИБА Европа
ФИБА Европа е административният орган за баскетбол в Европа в рамките на Международната федерация по баскетбол (FIBA), която включва всичките 50 европейски баскетболни федерации, които са членки на ФИБА.
В отговор на руското нападение над Украйна през 2022 г. ФИБА Европа взима решение да не се провеждат официални баскетболни състезания на територията на Русия или Беларус, а отборите на руската и беларуската баскетболни федерации се оттеглят от състезания на националните отбори и от клубни първенства през сезон 2022/23.

## Структура
Най-висшият орган за вземане на решения е бордът на ФИБА Европа, който се състои от 25 души, избрани от националните федерации. Бордът на ФИБА Европа се събира два пъти годишно и е изпълнителният орган, който представлява всичките 50 федерации – членове на ФИБА Европа. Членовете се събират веднъж годишно на Общото събрание на ФИБА Европа.
В състава на борда към 2023 г. е включен и българинът Георги Глушков.

## Национални отбори

### Отбори, участващи в Евробаскет
| Албания · Австрия · Азербайджан · Беларус · Белгия · Босна и Херцеговина · България · Хърватия · Кипър · Чехия · Дания · Естония · Финландия · Франция · Грузия · Германия · Великобритания ( Англия1) · Гърция · Унгария · Исландия · Израел · | Италия · Латвия · Литва · Люксембург · Македония · Черна гора · Нидерландия · Полша · Португалия · Румъния · Русия · Сърбия · Словакия · Словения · Испания · Швеция · Швейцария · Турция · Украйна · |

### Отбори, участващи на Европейското първенство за малки държави
| Андора · Гибралтар · Малта · Молдова · | Сан Марино · Шотландия1 · Уелс1 · |

1-Част от британския отбор за Летните олимпийски игри 2012.

### Отбори, които не участват в турнирите на ФИБА Европа
| Армения · Република Ирландия · | Монако · Норвегия · |

## Най-добрите отбори

### Мъже
Последна актуализация – 2023 г.
| Място (FIBA) | Отбор      | Точки |
| ------------ | ---------- | ----- |
| 2            | Испания    | 870   |
| 4            | Германия   | 452   |
| 5            | Сърбия     | 406   |
| 6            | Литва      | 363   |
| 7            | Франция    | 302   |
| 8            | Естония    | 260   |
| 12           | Словения   | 192   |
| 13           | Италия     | 182   |
| 14           | Гърция     | 157   |
| 16           | Полша      | 134   |
| 21           | Черна гора | 72    |
| 23           | Чехия      | 62    |
| 34           | Финландия  | 25    |
| 23           | Грузия     | 62    |
| 23           | Турция     | 62    |

Ш Шампион на зоната.

## Шампиони

### 2013
| Турнир                                                      | Година | Шампион | Финалист | Трето място |
| ----------------------------------------------------------- | ------ | ------- | -------- | ----------- |
| Евробаскет за мъже                                          | 2013   | Франция | Литва    | Испания     |
| Евробаскет за жени                                          | 2013   | Испания | Франция  | Турция      |
| Европейско първенство по баскетбол за юноши под 18 години   | 2013   | Турция  | Хърватия | Испания     |
| Европейско първенство по баскетбол за девойки под 18 години | 2013   | Испания | Франция  | Сърбия      |
| Европейско първенство по баскетбол за юноши под 16 години   | 2013   | Испания | Сърбия   | Гърция      |
| Европейско първенство по баскетбол за девойки под 16 години | 2013   | Испания | Чехия    | Унгария     |

### Настоящи носители на титлата
| Турнир                                                      | Шампион  | Титла | Вицешампион | Следващо издание |
| ----------------------------------------------------------- | -------- | ----- | ----------- | ---------------- |
| Евробаскет за мъже                                          | Словения | 1-ва  | Сърбия      | 2021 (Септември) |
| Европейско първенство по баскетбол за юноши под 20 години   | Израел   | 1-ва  | Хърватия    | 2019             |
| Европейско първенство по баскетбол за юноши под 18 години   | Сърбия   | 4-та  | Латвия      | 2019             |
| Европейско първенство по баскетбол за юноши под 16 години   | Хърватия | 4-та  | Испания     | 2019             |
| Евробаскет за жени                                          | Испания  | 3-та  | Франция     | 2019 (Юни)       |
| Европейско първенство по баскетбол за девойки под 20 години | Испания  | 8-а   | Сърбия      | 2019             |
| Европейско първенство по баскетбол за девойки под 18 години | Германия | 1-ва  | Испания     | 2019             |
| Европейско първенство по баскетбол за девойки под 16 години | Италия   | 1-ва  | Чехия       | 2019             |